# 1938
1938 (MCMXXXVIII) a fost un an obișnuit al calendarului gregorian, care a început într-o zi de sâmbătă.

## Evenimente

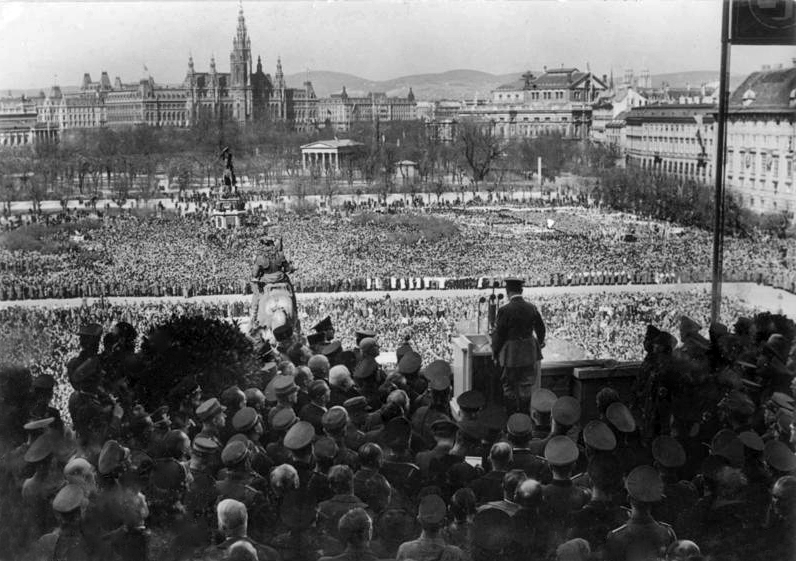
15 martie: Adolf Hitler anunță Anschluss la Heldenplatz, Viena.

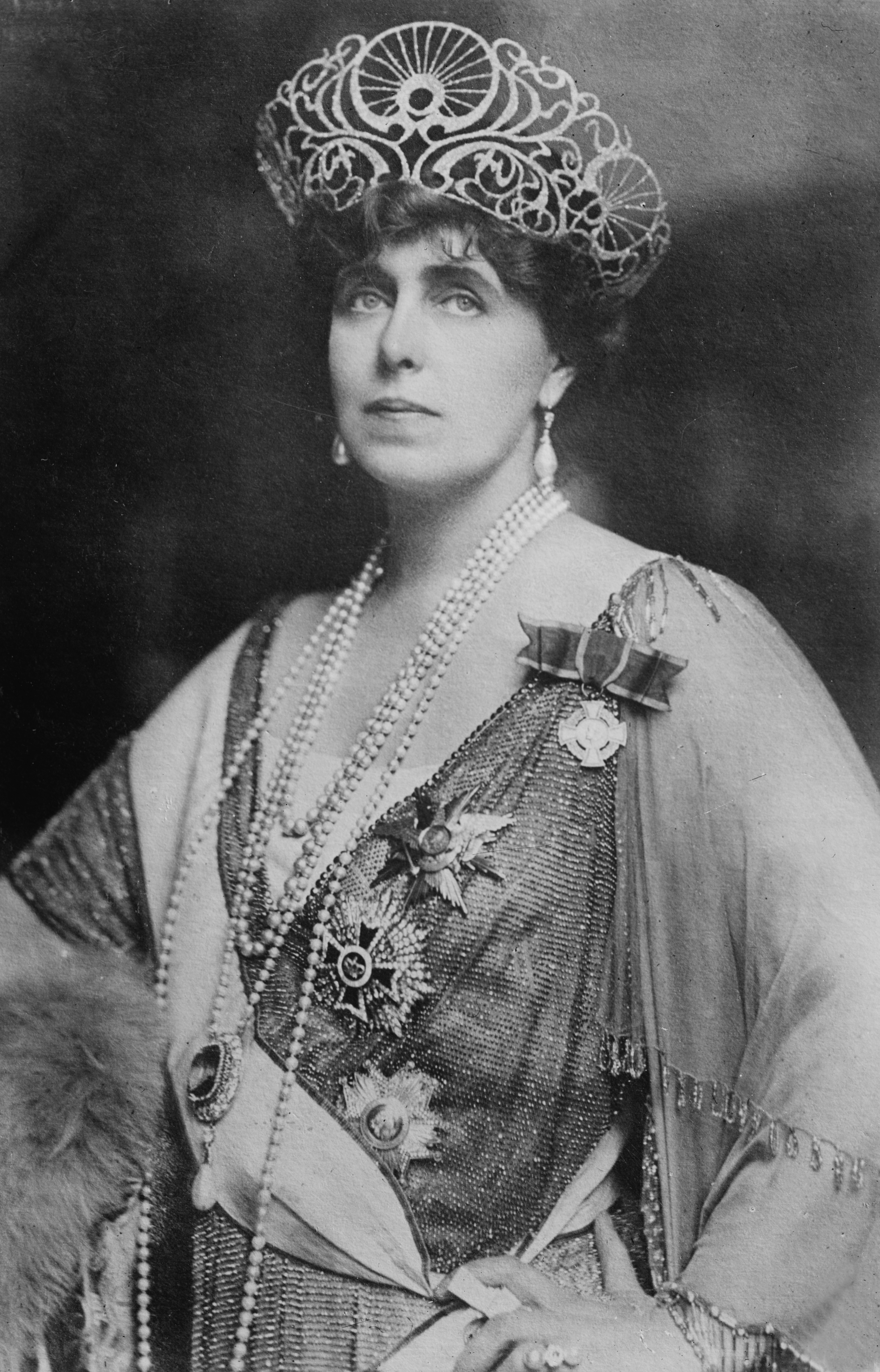
18 iulie: Moare, la Castelul Pelișor, Sinaia, Regina Maria a României, la vârstă de 62 de ani.

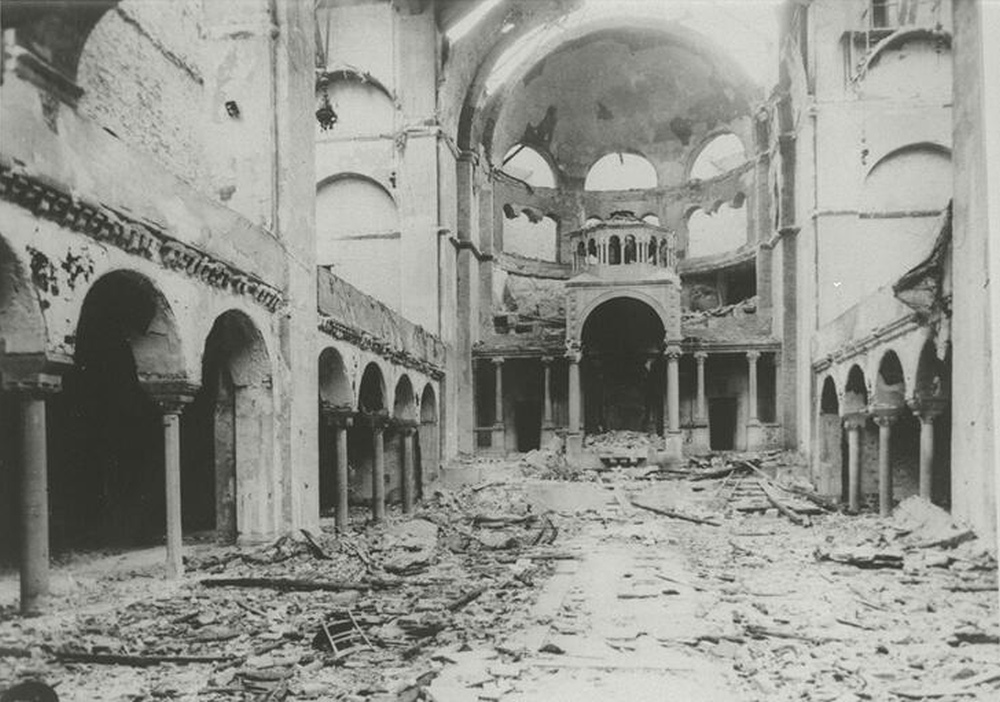
9 noiembrie: Interiorul unei sinagogi din Berlin după Kristallnacht.

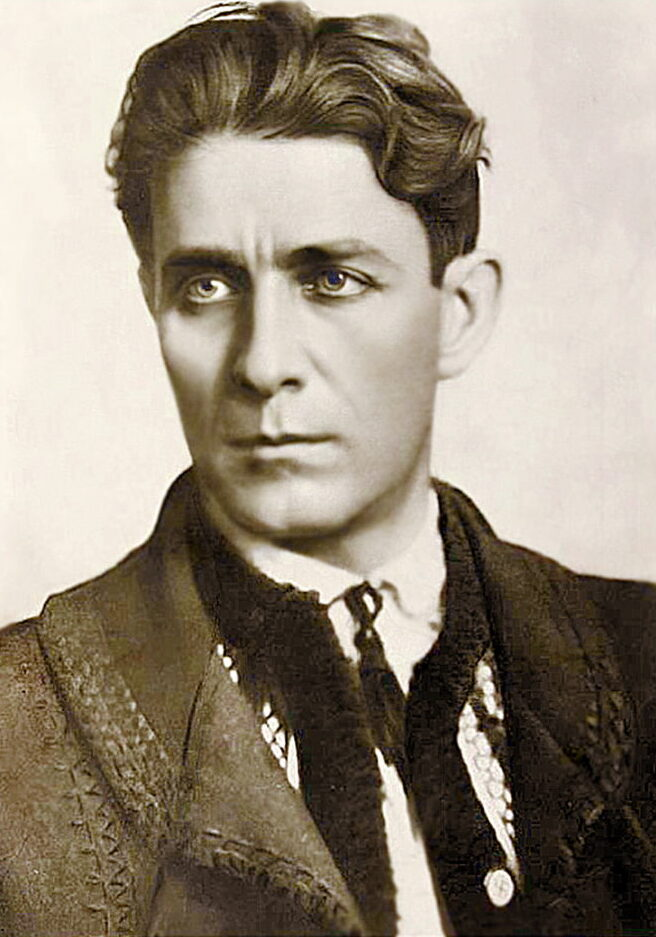
30 noiembrie: Este asasinat liderul și fondatorul Gărzii de Fier, Corneliu Zelea Codreanu.

### Ianuarie
- 20 ianuarie: Regele Farouk al Egiptului se căsătorește la Cairo cu regina Farida Zulficar.
- 27 ianuarie: Podul Niagara de la Niagara Falls, New York se prăbușește din cauza presiunii gheții.

### Februarie
- 4 februarie: Filmul de desene animate Snow White and the Seven Dwarfs (Albă ca Zăpada și cei șapte pitici) al lui Walt Disney, se lansează în Statele Unite după ce a avut premiera anul anterior.
- 10 februarie: Regele Carol al II-lea înlătură guvernul Goga–Cuza, și instaurează un regim de autoritate personală. În fruntea guvernului este numit patriarhul Miron Cristea.
- 12 februarie: Trupele germane intră în Austria.
- 20 februarie: A fost decretată o nouă Constituție, promulgată la 27 februarie 1938, prin care se introducea dictatura regală a lui Carol al II-lea și sfârșitul regimului parlamentar.
- 24 februarie: În România are loc Plebiscitul pentru aprobarea unei noi Constituții.

### Martie
- 1 martie: Lee Byung-Chul fondează un magazin alimentar numind Samsung.
- 3 martie: Se descoperă petrol în Arabia Saudită.
- 12 martie: Anschluss: Trupele germane ocupă Austria; anexarea va fi declarată ziua următoare.
- 14 martie: Premierul francez, Léon Blum, asigură guvernul cehoslovac că Franța va onora obligațiile sale din tratat și că va ajuta Cehoslovacia în cazul unei invazii germane.
- 15 martie: Uniunea Sovietică anunță oficial că Nikolai Buharin a fost executat.
- 27 martie: Matematicianul italian, Ettore Majorana, dispare brusc în circumstanțe misterioase, în timp ce merge cu vaporul de la Palermo la Napoli.
- 31 martie: Regele Carol al II-lea a desființat toate partidele politice și a instituit Consiliul de Coroană ca organ de stat cu caracter permanent, alcătuit din membri consilieri regali numiți de rege, cu rang de miniștri de stat.

### Aprilie
- 13 aprilie: Printr-o scrisoare adresată de Gh. Tătărescu lui Constantin I. C. Brătianu, curentul favorabil Regelui Carol al II-lea s-a separat definitiv de restul partidului conservator.
- 16 aprilie: Sunt arestați și condamnați la închisoare mai mulți conducători legionari, în frunte cu căpitanul Corneliu Zelea Codreanu.

### Mai
- 20 mai: Cehoslovacia ordonă mobilizarea parțială a forțelor sale armate de-a lungul graniței cu Germania.
- 27 mai: Conducătorul Mișcării Legionare, Corneliu Zelea Codreanu, este condamnat la 10 ani de muncă silnică. El nu va mai părăsi practic niciodată închisoarea.

### Iunie
- 19 iunie: Italia învinge Ungaria, cu 4-2, în finala Campionatului Mondial de Fotbal din Franța.

### Iulie
- 18 iulie: Moare, la Castelul Pelișor, Sinaia, Regina Maria a României, în urma unei ciroze.
- 24 iulie: Au loc funeraliile Reginei Maria a României. După dorințele ei, trupul i-a fost înhumat în biserica episcopală de la Curtea de Argeș alături de mormântul soțului ei, Regele Ferdinand I, iar inima i-a fost pusă într-o cutie de argint de formă octogonală, aceasta fiind introdusă într-o cutie de argint aurită ornamentată cu pietre prețioase, primite în dar la nunta din 1893. Inima Reginei a fost depusă la Capela Stella Maris, din Balcic, dar în urma Dictatului de la Viena și cedarea Cadrilaterului Bulgariei de către România din anul 1940, caseta cu inima Reginei a fost mutată în stânca muntelui Măgura Branului, într-un sarcofag din marmură albă.

### Septembrie
- 16 septembrie: Adolf Hitler îl primește la reședința sa din Berchtesgaden pe prim-ministrul britanic, Arthur Neville Chamberlain, care își exprimă disponibilitatea de a convinge guvernul de la Praga să cedeze regiunile sudete, locuite în majoritate de germani.
- 29 septembrie: Semnarea Acordului de la München. Marea Britanie, Franța și Italia recunosc cedarea regiunilor locuite de germanii sudeți din Cehia către Germania, și a celor locuite de polonezii din Cehia (regiunea Cieszyn) către Polonia.

### Octombrie
- 5 octombrie: Edvard Beneš, președintele Cehoslovaciei, demisionează.
- 27 octombrie: Este finalizată sculptura Coloana Infinitului (sau Coloana fără sfârșit) a artistului român Constantin Brâncuși. A fost dedicată soldaților români din Primul Război Mondial, căzuți în anul 1916 în luptele de pe malul Jiului.
- 30 octombrie: Este transmis la radio episodul Războiul lumilor, regizat și narat de actorul și viitorul producător de filme,  Orson Welles; o adaptare a romanului lui H. G. Wells Războiul lumilor (1898). Episodul a devenit faimos deoarece a cauzat panică în rândul ascultătorilor din estul Statelor Unite, cu toate acestea proporția panicii este disputată deoarece relativ programul a avut puțini radioascultători.[1]

### Noiembrie
- 9 noiembrie-10 noiembrie: În Germania, are loc "Noaptea de cristal" (Kritallnacht), pogromul împotriva evreilor din Germania și Austria (prin Anschluss, Austria a fost anexată de Germania Nazistă).
- 30 noiembrie: La ordinul regelui Carol al II-lea, este asasinat liderul Gărzii de Fier Corneliu Zelea Codreanu, împreună cu alți 13 legionari (Nicadorii și Decemvirii), de către jandarmii care îi transportau la închisoarea Jilava. Incidentul are loc în pădurea Tâncăbești, din apropierea Bucureștiului. După execuție, Zelea Codreanu și cei 13 legionari, au fost aruncați într-o groapă comună după ce au fost împușcați în spate, peste cadavre aruncându-se acid sulfuric.

### Decembrie
- 2 decembrie: Ridicarea legației române de la Vatican la nivel de ambasadă (relațiile vor fi întrerupte în 1950).
- 9 decembrie: Legația României de la Paris este ridicată la rangul de ambasadă, ambasador fiind numit Gheorghe Tătărescu.
- 15 decembrie: Memorandumul românilor din Transilvania, semnat de Iuliu Maniu, Mihai Popovici și încă 48 de fruntași ai PNȚ, este prezentat Regelui Carol al II-lea. În document se cerea "o schimbare de regim radicală" și respectarea principiilor democratice conform hotărârilor de la Alba Iulia din 1918.
- 16 decembrie: Este înființat partidul Frontul Renașterii Naționale, sub conducerea Regelui Carol al II-lea.

### Nedatate
- Este fondată compania Hewlett-Packard Co. (HP), producătoare de computere, în Palo Alto, California, SUA, de către William Hewlett și David Packard. A fost desființată în 2015.

## Arte, știință, literatură și filozofie

Paul Klee pictează Heroische Rosen, ulei pe pânză, Kunstsammlung Nordrhein-Westfalen, Düsseldorf

- 20 februarie: A debutat, la postul de radio București, Maria Tănase, cea care va deveni simbolul cântecului popular românesc.
- 27 octombrie: Este inaugurată, la Târgu Jiu, "Coloana fără sfârșit", celebra sculptură a lui Constantin Brâncuși.
- 4 noiembrie: George Enescu a terminat "Suita a III-a", "Săteasca".
- 10 decembrie: Au început filmările la pelicula Pe aripile vântului.
- 17 decembrie: Premiera piesei Jocul de–a vacanța de Mihail Sebastian, la Teatrul de Comedie din București, în regia lui Sică Alexandrescu; din distribuție au făcut parte V. Maximilian și George Vraca.
- 30 decembrie: Celebrul test cu fiolă, efectuat pentru depistarea șoferilor aflați în stare de ebrietate, a fost introdus, pentru prima dată, în Indianapolis (SUA).
- Chester Carlson inventează procesul de copiere, xerografia.
- Compania elvețiană "Nestle" introduce cafeaua instant, Nescafe.
- Este pusă în funcțiune la Timișoara, în premieră mondială, prima mașină de sudat șine de cale ferată și tramvai, invenție a prof. Corneliu Micloși.
- George Călinescu publică romanul Enigma Otiliei.
- Mircea Eliade publică Nuntă în cer; la Universitate ține cursul despre Istoria budismului.
- Mircea Vulcănescu publică Războiul pentru întregirea neamului.
- P.P. Negulescu publică Destinul omenirii, Volumul I.
- Roy Plunkett descoperă teflonul.

## Nașteri

### Ianuarie

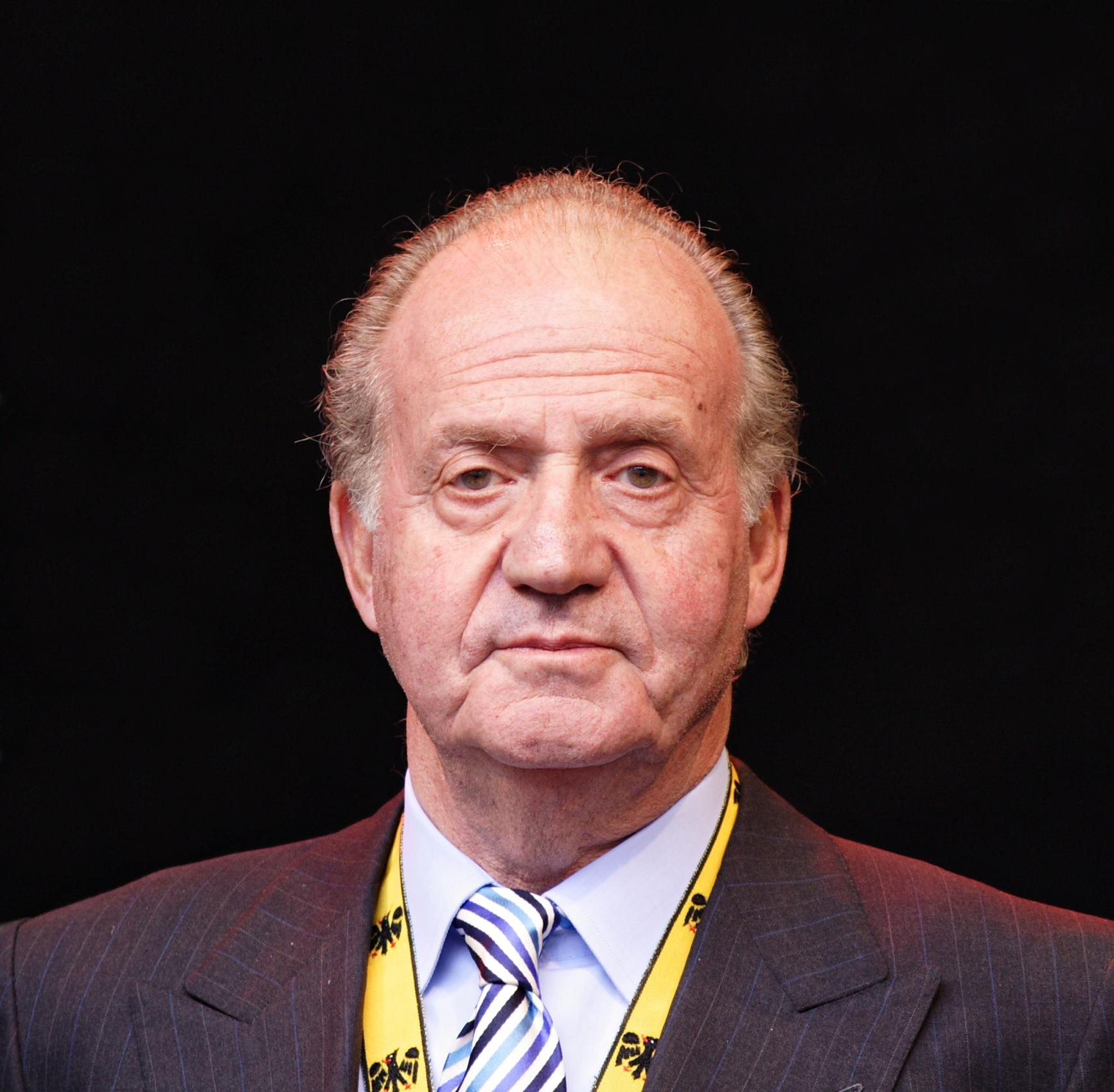
Juan Carlos I al Spaniei
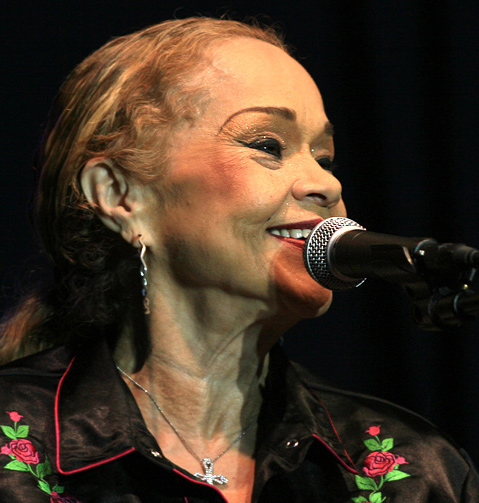
Etta James, cântăreață americană de muzică blues, soul și R&B
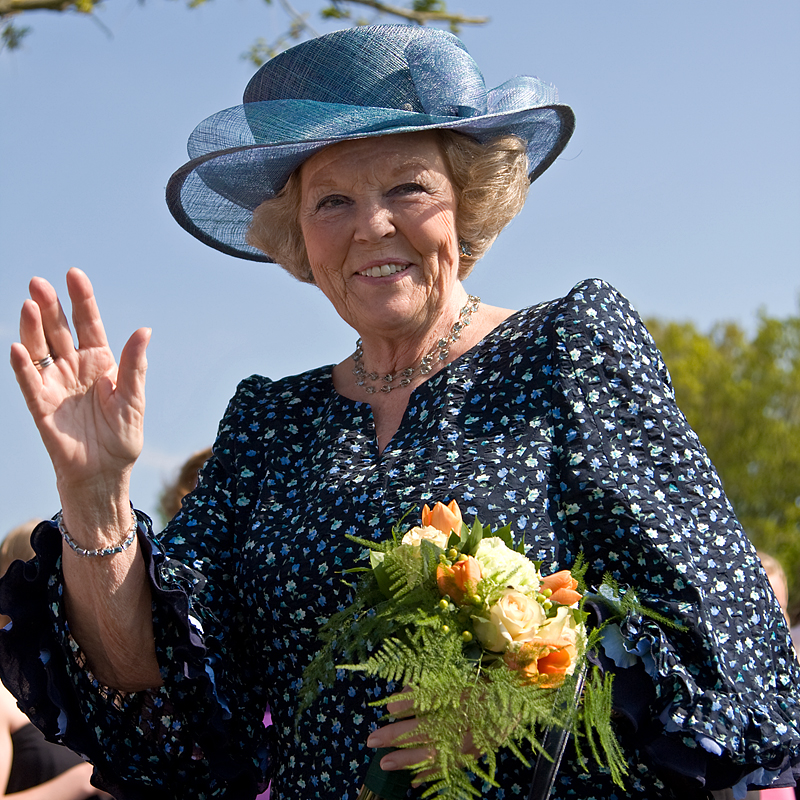
Regina Beatrix a Țărilor de Jos
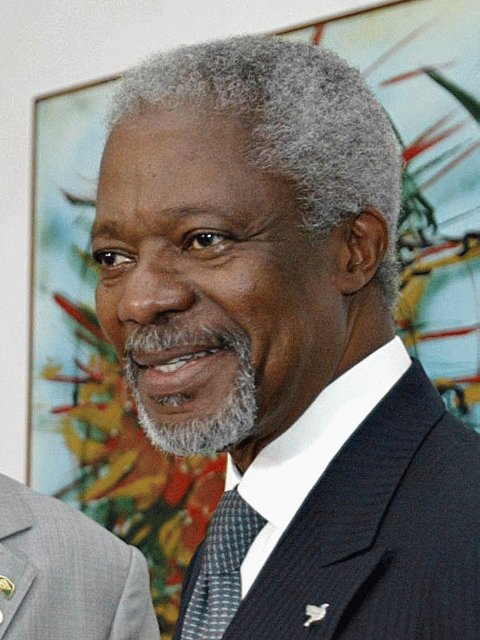
Kofi Annan, secretarul general al Națiunilor Unite, laureat Nobel
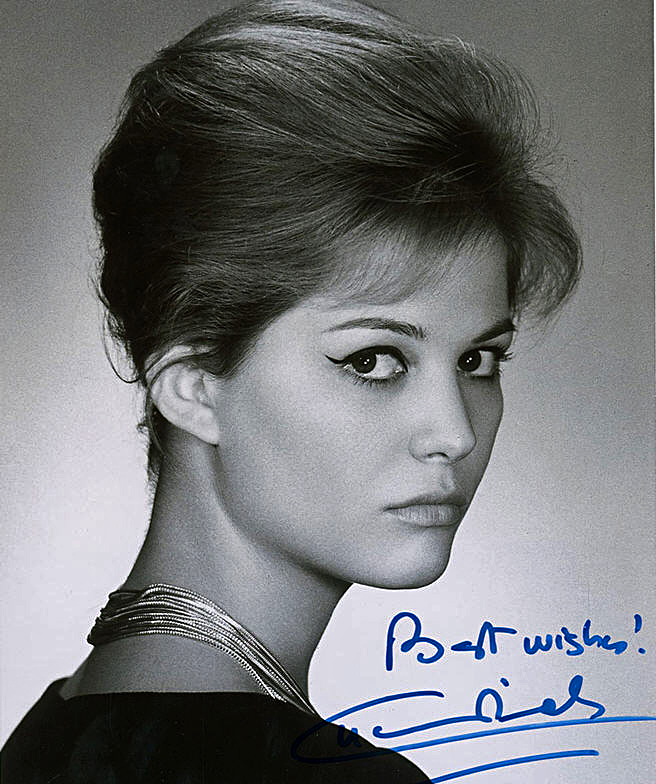
Claudia Cardinale, actriță italiană

- 1 ianuarie: Frank Langella, actor american de teatru și film
- 5 ianuarie: Juan Carlos I al Spaniei, rege al Spaniei (1975-2014)
- 5 ianuarie: Ngugi wa Thiong'o, scriitor  kenyan (d.2025)
- 6 ianuarie: Adriano Celentano, cântăreț italian
- 10 ianuarie: Donald E. Knuth (Donald Ervin Knuth), profesor american la Universitatea Stanford
- 15 ianuarie: Adrian Moisoiu, politician român
- 16 ianuarie: Infantele Carlos, Duce de Calabria (d. 2015)
- 25 ianuarie: Etta James, (n. Jamesetta Hawkins), cântăreață americană de muzică blues, soul și R&B (d. 2012)
- 31 ianuarie: Regina Beatrix a Țărilor de Jos
- 31 ianuarie: Ajip Rosidi, scriitor indonezian (d.2020)

### Februarie
- 11 februarie: Manuel Noriega (Manuel Antonio Noriega Moreno), general panamez și politician (d. 2017)
- 24 februarie: Alexandru Surdu, profesor român de filosofie (d. 2020)

### Martie
- 7 martie: David Baltimore, biolog molecular și virusolog american, laureat al Premiului Nobel
- 7 martie: Albert Fert, fizician francez
- 22 martie: Remus Mărgineanu, actor român (d. 2022)
- 24 martie: István Ágh, scriitor, poet, estetician și traducător maghiar
- 30 martie: Tudor Ghideanu, filozof și eseist român (d.2022)

### Aprilie
- 4 aprilie: Aristide Buhoiu, ziarist, realizator de filme și scriitor român (d. 2006)
- 8 aprilie: Kofi Annan, secretar general al Națiunilor Unite, laureat al Premiului Nobel (d.2018)
- 9 aprilie: Viktor Cernomîrdin, om politic rus, prim-ministru al Federației Ruse (1992-1998), (d. 2010)
- 13 aprilie: Cătălina Buzoianu, regizoare română de teatru (d. 2019)
- 14 aprilie: Bruce Alberts, biochimist american, membru de onoare al Academiei Române
- 15 aprilie: Claudia Cardinale (Claude Joséphine Rose Cardinale), actriță italiană de film
- 29 aprilie: Bernard Madoff, finanțist american (d. 2021)
- 30 aprilie: Larry Niven, scriitor american de literatură SF

### Mai

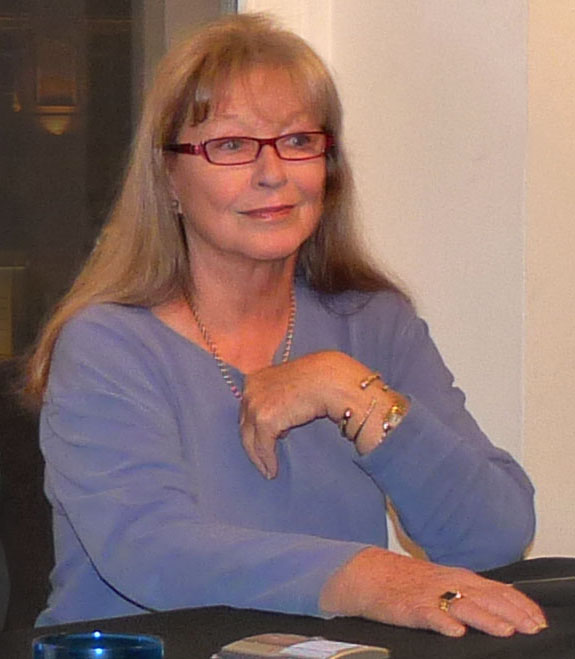
Marina Vlady, actriță franceză de film
Dumitru Fărcaș, interpret român de muzică folclorică la taragot
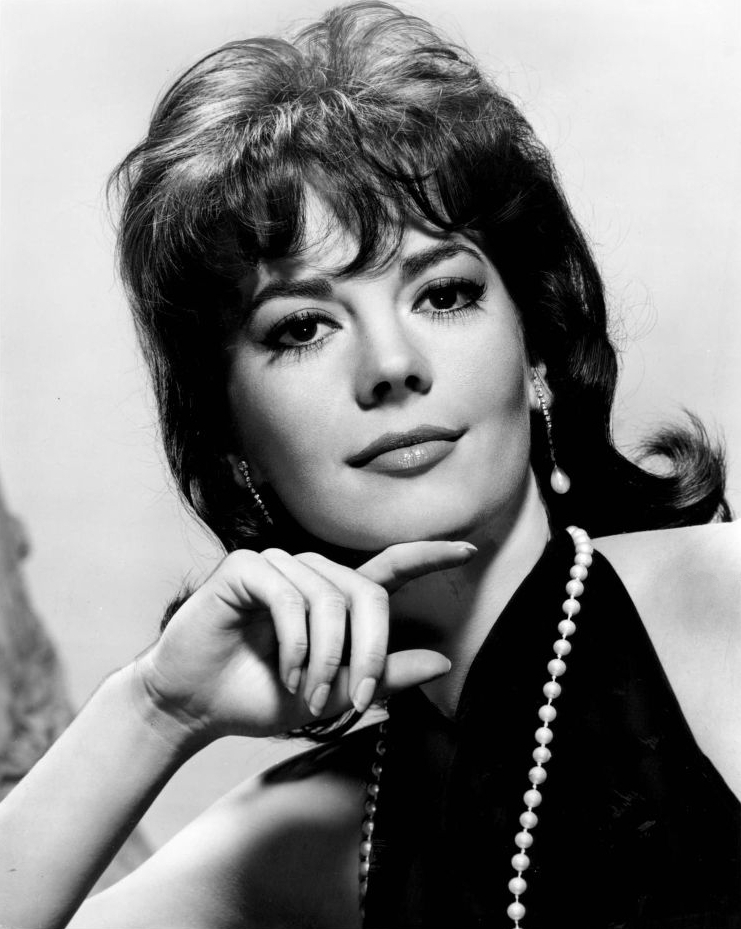
Natalie Wood, actriță americană
Nicu Constantin, actor român de comedie
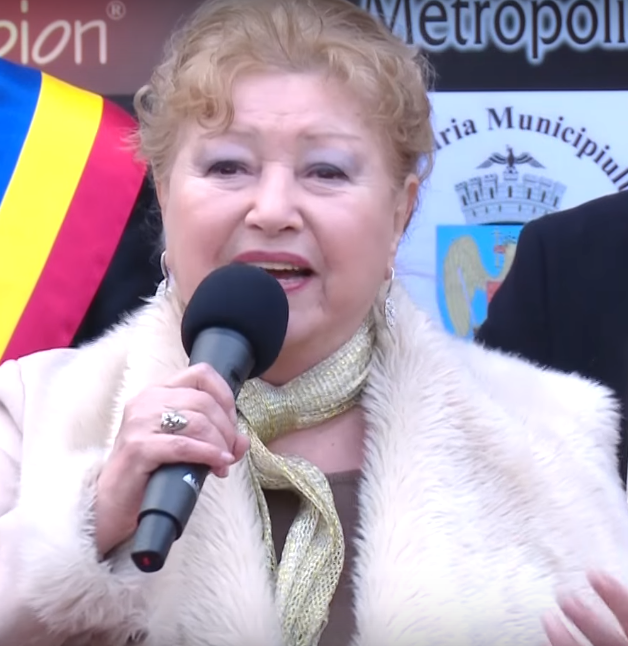
Rodica Popescu-Bitănescu, actriță română de teatru și film

- 1 mai: Marin Tarangul, teolog și istoric român, unul dintre exponenții „Școlii de la Păltiniș” (d. 2010)
- 10 mai: Marina Vlady (n. Catherine Marina de Poliakoff-Baïdaroff), actriță franceză de film
- 12 mai: Dumitru Fărcaș, interpret român de muzică folclorică (taragot), (d. 2018)
- 13 mai: Ludovic Spiess, solist de operă român (tenor), director al Operei Române din București (d. 2006)
- 15 mai: Mireille Darc, actriță franceză de film (d. 2017)
- 16 mai: Florin Costinescu, poet și scriitor român (d. 2019)
- 19 mai: Herbie Flowers, muzician englez (d.2024)
- 25 mai: Raymond Carver, scriitor american (d. 1988)

### Iulie
- 7 iulie: Horea Cucerzan, pictor român (d.2021)
- 12 iulie: Jorj Voicu, actor român de film (d. 1991)
- 20 iulie: Diana Rigg, actriță engleză (d. 2020)
- 20 iulie: Natalie Wood (n. Natașa Gurdin), actriță americană de film (d. 1981)
- 31 iulie: Nicu Constantin, actor român de comedie (d. 2009)

### August
- 5 august: Rodica Popescu Bitănescu, actriță română de teatru și film

### Septembrie

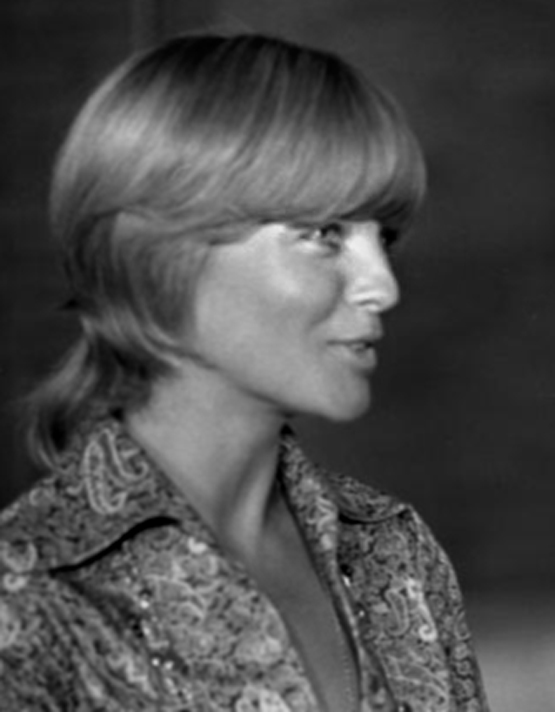
Romy Schneider, actriță franco-germană de film
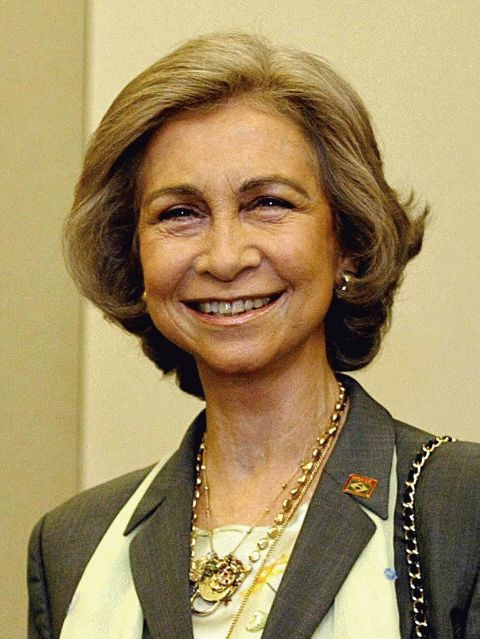
Regina Sofía a Spaniei
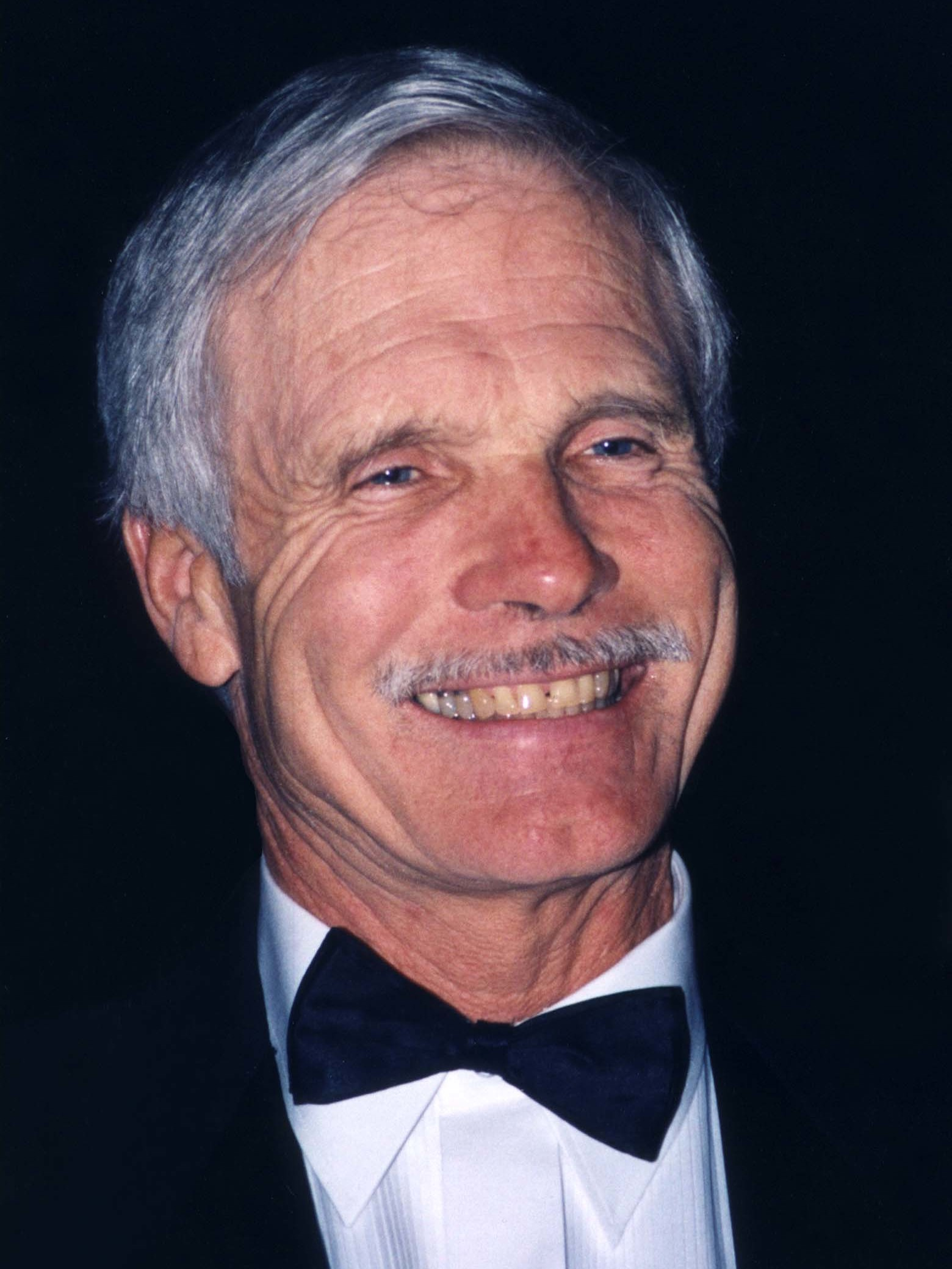
Ted Turner, magnat al mediei americane și filantrop
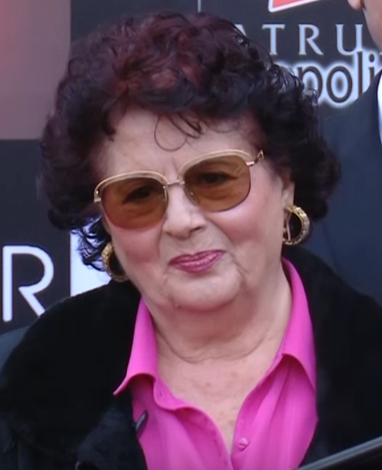
Adela Mărculescu, actriță română de teatru și film
Emil Brumaru, poet român

- 3 septembrie: Zine el-Abidine Ben Ali, al 2-lea președinte al Tunisiei (1987-2011) (d.2019)
- 14 septembrie: Horia Bernea, pictor român (d. 2000)
- 22 septembrie: Augustin Buzura, scriitor român (d. 2017)
- 23 septembrie: Romy Schneider (n. Rosemarie Magdalena Albach), actriță franco-germană de film (d. 1982)
- 26 septembrie: Mihai Radan, politician român

### Octombrie
- 9 octombrie: Olga Szabó-Orbán, scrimeră română, dublă campioană mondială (1962, 1969 cu echipa) (d. 2022)
- 11 octombrie: Dan Pița, regizor și scenarist român
- 14 octombrie: Farah Pahlavi, împărăteasă a Iranului
- 16 octombrie: Gabi Luncă (n. Gabriela Luncă), interpretă română de muzică lăutărească (d. 2021)
- 22 octombrie: Christopher Lloyd, actor american

### Noiembrie
- 2 noiembrie: Regina Sofía a Spaniei
- 6 noiembrie: Dumitru Rusu, pictor român
- 7 noiembrie: Joe Dassin, cântăreț și compozitor americano-francez de etnie evreiască (d. 1980)
- 19 noiembrie: Ted Turner (Robert Edward Turner III), magnat al media americane și filantrop

### Decembrie
- 4 decembrie: Prințesa Anne, Ducesă de Calabria
- 21 decembrie: Adela Mărculescu, actriță română de teatru și film
- 21 decembrie: Frank Moorhouse, scriitor australian (d.2022)
- 25 decembrie: Emil Brumaru, poet român (d. 2019)

## Decese
- 21 ianuarie: Georges Méliès (n. Marie Georges Jean Méliès), 76 ani, realizator de filme, francez (n. 1861)
- 8 februarie: István Auer, 60 ani, scriitor, poet și traducător maghiar (n. 1877)
- 8 februarie: Prințul Nicolae al Greciei și Danemarcei, 66 ani (n. 1872)

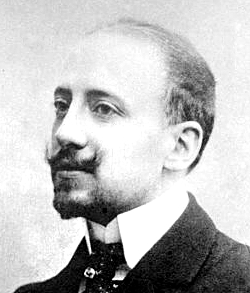
Gabriele d’Annunzio, scriitor italian
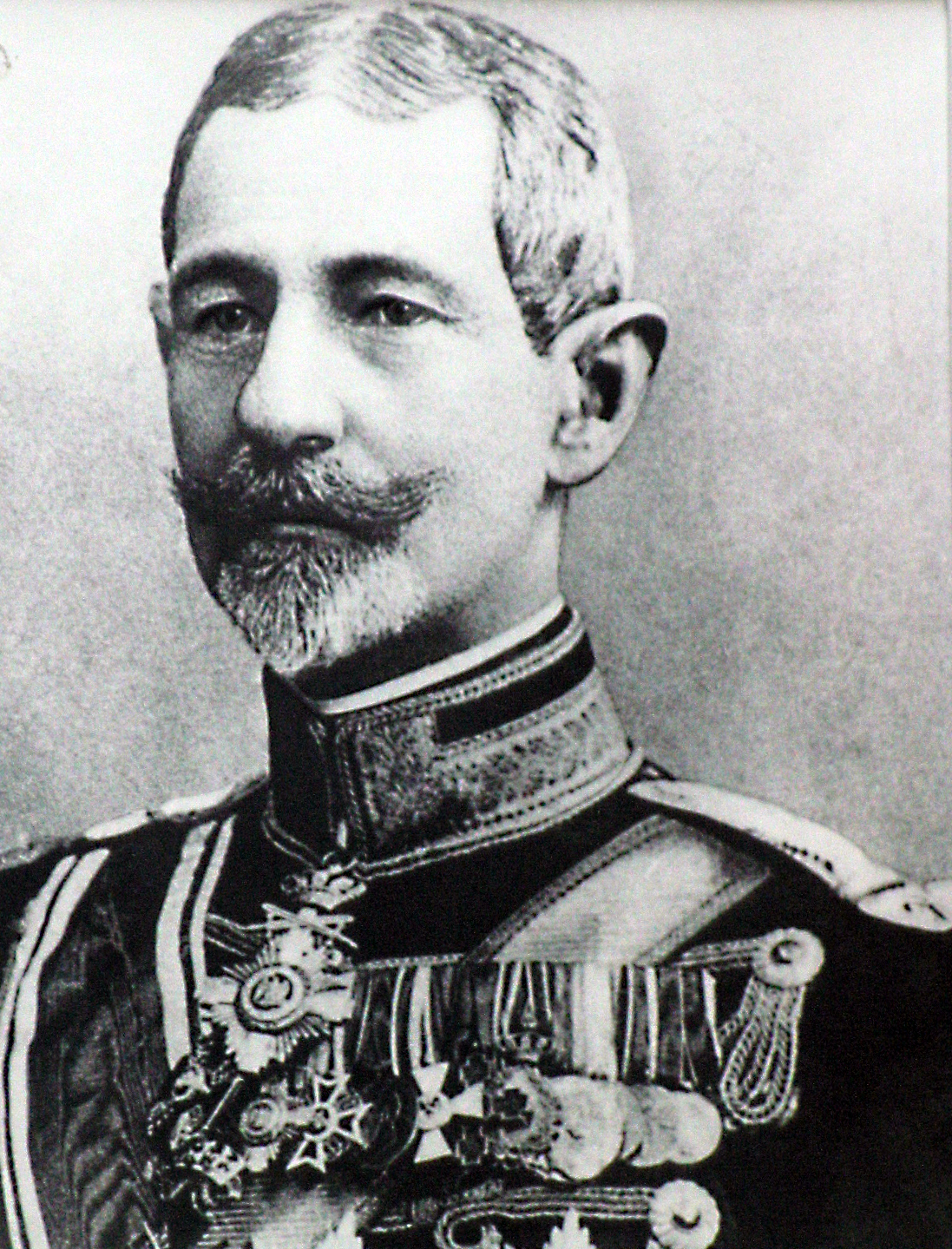
Alexandru Averescu, general de armată, prim-ministru al României
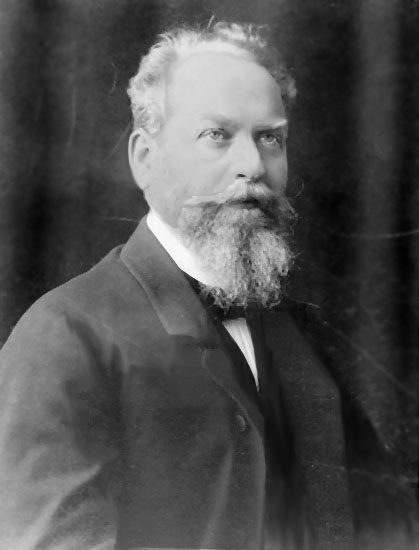
Edmund Husserl, filosof austriac
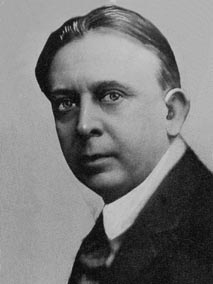
Octavian Goga, poet și politician român, prim-ministru al României
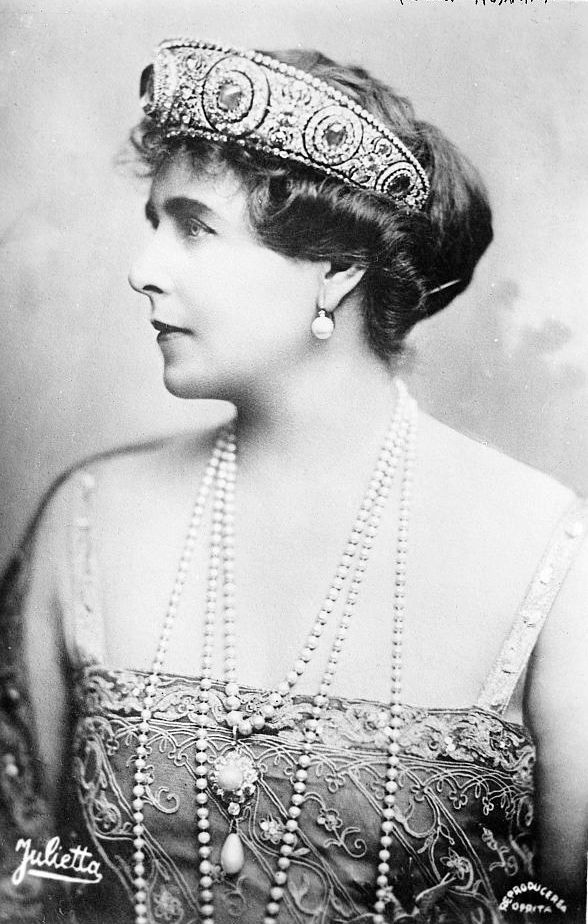
Regina Maria a României

- 1 martie: Gabriele d’Annunzio, 74 ani, scriitor italian (n. 1863)
- 9 martie: Alexandru Averescu, 78 ani, mareșal, prim-ministru al României (1918-1927, cu intermitențe), (n. 1859)
- 13 martie: Nikolai Ivanovici Buharin, 49 ani, revoluționar rus (n. 1888)
- 15 martie: Alexei Ivanovici Rîkov, 57 ani, revoluționar rus (n. 1881)
- 6 aprilie: Aurel Angelescu, 51 ani, matematician român (n. 1886)
- 7 aprilie: Suzanne Valadon, 72 ani, pictoriță franceză, prima femeie admisă în Société Nationale des Beaux-Arts și mama pictorului Maurice Utrillo (n. 1865)
- 8 aprilie: George Mountbatten, al 2-lea Marchiz de Milford Haven, 45 ani (n. 1892)
- 15 aprilie: César Vallejo (n. César Abraham Vallejo Mendoza), 46 ani, poet peruvian (n. 1892)
- 26 aprilie: Edmund Husserl (n. Edmund Gustav Albrecht Husserl), 79 ani, filosof austriac (n. 1859)
- 2 mai: Edmond van Saanen Algi, 55 ani, arhitect, pictor și grafician român neerlandez (n. 1871)
- 7 mai: Octavian Goga, 57 ani, poet și politician român, prim-ministru al României (1937-1938), (n. 1881)
- 13 mai: Charles Edouard Guillaume, 77 ani, fizician elvețian, laureat al Premiului Nobel (n. 1861)
- 15 mai: Gheorghe Marinescu, 75 ani, medic neurolog, fondatorul Școlii Românești de Neurologie (n. 1863)
- 16 mai: Joseph Baermann Strauss, 68 ani, inginer constructor și designer de poduri american (n. 1870)
- 31 mai: Max Blecher, 28 ani, scriitor român de etnie evreiască (n. 1909)
- 9 iunie: Ovid Densusianu (n. Ovid Aron Densușianu), 65 ani, poet, filolog român (n. 1873)
- 18 iulie: Regina Maria a României (n. Marie Alexandra Victoria de Saxa-Coburg și Gotha), 62 ani, soția Regelui Ferdinand I al României (n. 1875)
- 25 iulie: Franz I, Prinț de Liechtenstein (n. Franz de Paula Maria Karl August), 84 ani (n. 1853)
- 26 iulie: Daisy Greville, Contesă de Warwick, 76 ani, amanta Regelui Eduard al VII-lea al Regatului Unit (n. 1861)
- 7 august: Constantin Stanislavski, 75 ani, regizor rus (n. 1863)
- 25 august: Alexandr Kuprin, 67 ani, scriitor, pilot, explorator și aventurier rus (n. 1870)
- 6 septembrie: Alfonso al Spaniei, Prinț de Asturia, 31 ani (n. 1907)
- 12 septembrie: Prințesa Antonietta a celor Două Sicilii (n. Maria Antonietta Giuseppina Leopoldina), 87 ani (n. 1851)
- 12 septembrie: Prințul Arthur de Connaught (n. Arthur Frederick Patrick Albert), 55 ani (n. 1883)

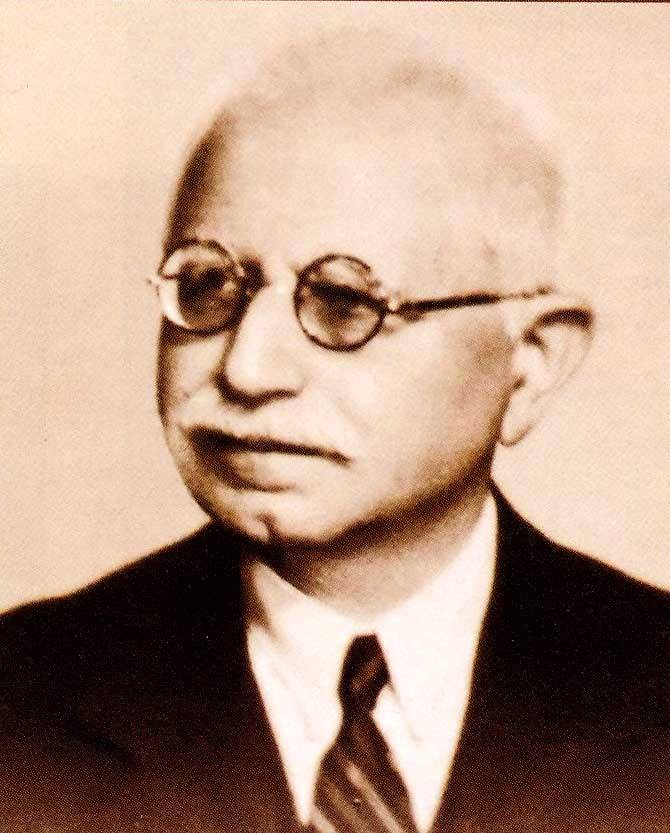
Demostene Russo, istoric și filolog român
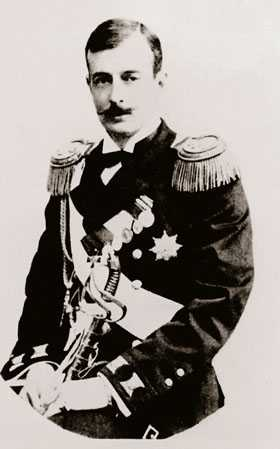
Marele Duce Kiril Vladimirovici al Rusiei, capul Casei Romanov
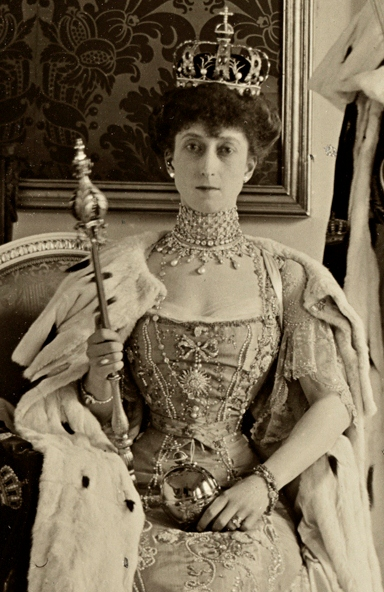
Maud de Wales, regină a Norvegiei
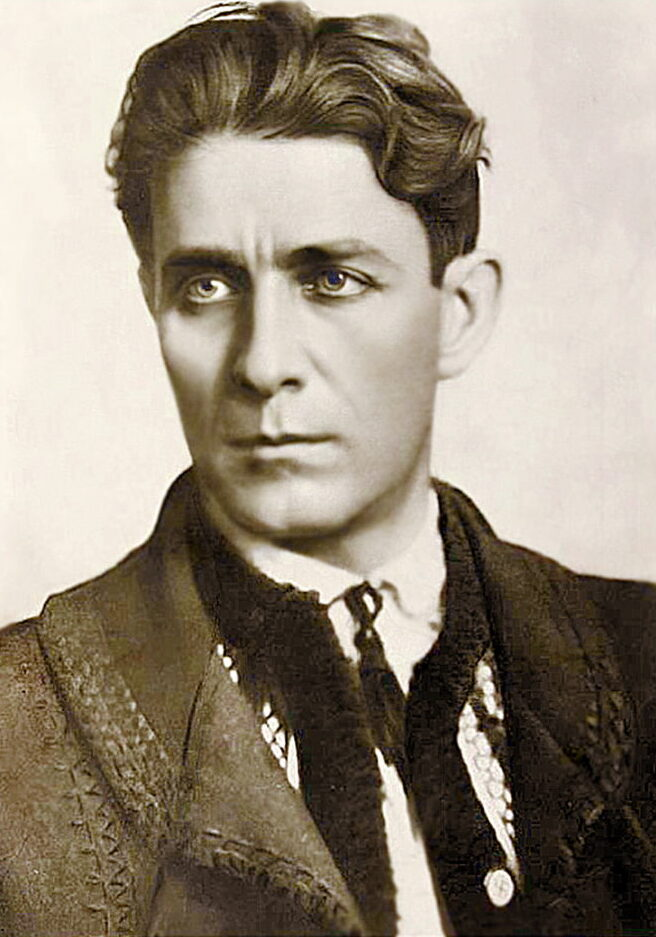
Corneliu Zelea Codreanu, politician român, fondatorul și liderul Gărzii de Fier
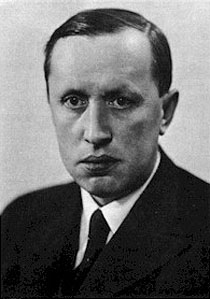
Karel Čapek, prozator și dramaturg ceh

- 5 octombrie: Demostene Russo, 69 ani, istoric și filolog român (n. 1869)
- 12 octombrie: Marele Duce Kiril Vladimirovici al Rusiei, 62 ani, membru al familiei imperiale ruse, capul Casei Romanov (n. 1876)
- 7 noiembrie: Prințul George Constantinovici al Rusiei, 35 ani (n. 1903)
- 10 noiembrie: Mustafa Kemal Atatürk, 57 ani, primul președinte al Republicii Turcia (1923-1938), (n. 1881)
- 20 noiembrie: Maud de Wales (n. Maud Charlotte Mary Victoria), 68 ani, regină a Norvegiei (n. 1869)
- 24 noiembrie: Prințul Johann Georg al Saxoniei (n. Johann Georg Pius Karl Leopold Maria Januarius Anacletus), 69 ani (n. 1869)
- 30 noiembrie: Corneliu Zelea Codreanu, 39 ani, politician român, fondatorul și liderul Gărzii de Fier (n. 1899)
- 25 decembrie: Karel Čapek, 48 ani, prozator și dramaturg ceh (n. 1890)
- 27 decembrie: Osip Mandelștam, 47 ani, poet rus de etnie evreiască (n. 1891)

## Premii Nobel
- Fizică: Enrico Fermi (Italia)
- Chimie: Richard Kuhn (Germania)
- Medicină: Corneille Jean François Heymans (Belgia)
- Literatură: Pearl Buck (SUA)
- Pace: Oficiul Internațional pentru Refugiați de la Nansen